# Котонтаун (Тенеси)
Котонтаун (енгл. Cottontown) насељено је место без административног статуса у америчкој савезној држави Тенеси.

## Демографија
По попису из 2010. године број становника је 367.
| Група             | 2000.    | 2010.       |
| Белци             | 0 (0,0%) | 343 (93,5%) |
| Афроамериканци    | 0 (0,0%) | 2 (0,5%)    |
| Азијати           | 0 (0,0%) | 3 (0,8%)    |
| Хиспаноамериканци | 0 (0,0%) | 14 (3,8%)   |
| Укупно            | 0        | 367         |